# Charles Fournier des Ormes
Pour les articles homonymes, voir Charles Fournier et Fournier.
Charles Fournier des Ormes est un artiste peintre et poète français, né le 6 mars 1777 à Paris, mort le 18 janvier 1850 dans la même ville.

## Biographie
Fils de Simon-Pierre, fondeur en caractères et graveur, il se marie avec Fanny Caillaux le 1er décembre 1812 à Chartres, où il prend demeure .
Élève d'Hubert Robert, il exposa aux salons de 1817 à 1849.

## Œuvres picturales

### Collections publiques
Aux États-Unis
- New York, Metropolitan Museum of Art (MET) :
  - Aqueduc de Maintenon, dessin, 16,2 × 21,6 cm ;
  - Église St. André, Chartres, dessin, 18,1 × 23,2 cm.

En France
- Chartres :
  - Musée des Beaux-Arts :
    - L'Eure aux Trois Ponts à Chartres (Vue des Trois-Ponts, près Chartres), huile sur toile, 45 × 36 cm, don de Mme Fournier des Ormes[2],[3] ;
    - Paysage, huile sur toile, 37 × 45 cm[3] ;
    - Le passage du gué, huile sur toile, 46,5 × 56 cm[3] ;
    - Vallée de l'Eure, huile sur toile, XIXe siècle (inv. 12588).

  - Cathédrale Notre-Dame de Chartres : L'incendie de la cathédrale Notre-Dame de Chartres en 1836, huile sur toile, 75 × 92 cm,  Classé MH (1982)[4].
- Vizille,  musée de la Révolution française : Boissy d'Anglas saluant la tête du député Féraud, le 1er prairial an III, 1831[5] ;

### Collections privées
- Le 11 novembre 2007, passa en vente publique à Bayeux, un album de 141 dessins illustrant les fables de Jean de La Fontaine exposé en 1817, début de sa notoriété[3].[réf. souhaitée]

### Lieux de conservation non documentés[3]
- La Porte Guillaume ;
- Vue de la vallée de Saint-Prest ;
- Cherboisé dans la vallée de Gorget ;
- L'ancien moulin Le Comte dans la vallée de Luisant
- Le Gué de Tassonvile, près Illiers, 1836 ;
- Souvenir des plaines de Beauce, effet de soleil et de pluie, 1838 ;
- Chaumière du Perche, 1841.

Œuvres de Charles Fournier des Ormes
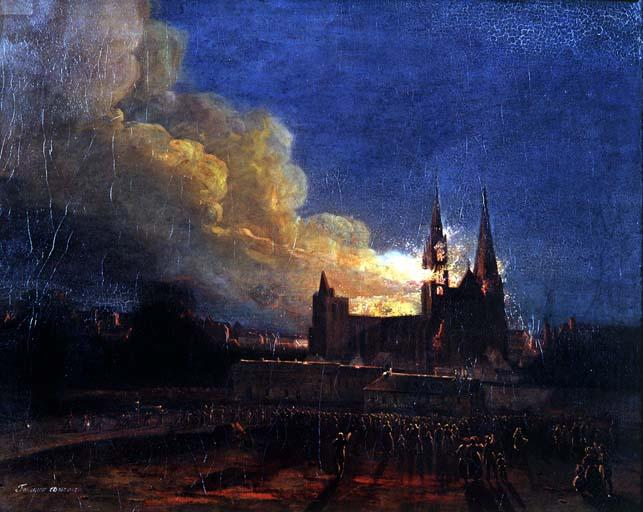
L'incendie de la cathédrale Notre-Dame de Chartres en 1836.
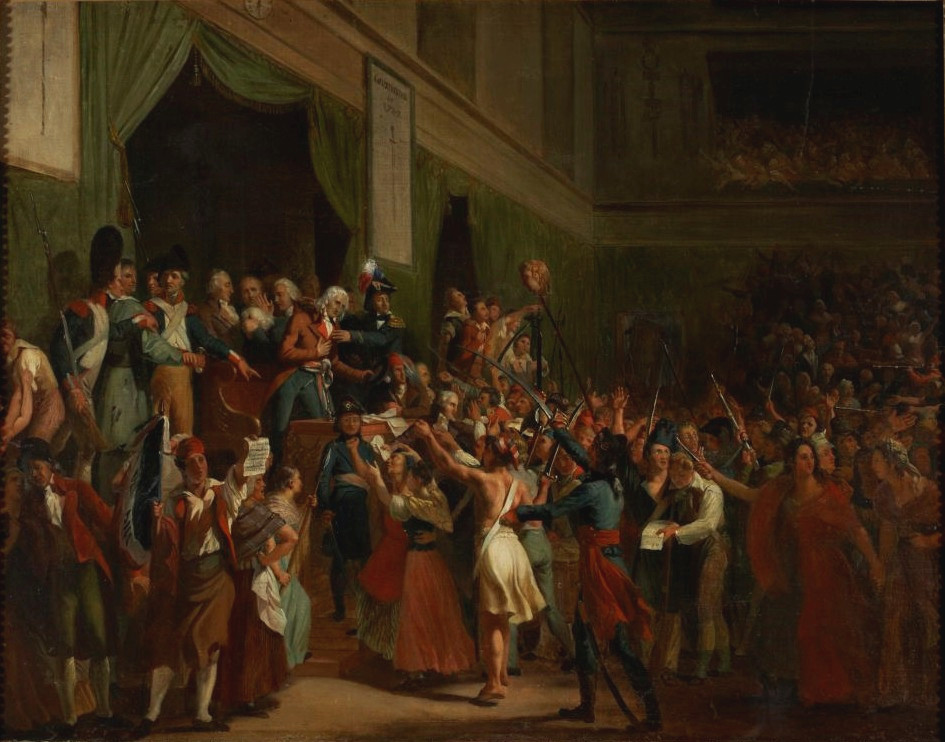
Boissy d'Anglas saluant la tête du député Féraud, 1er prairial an III.
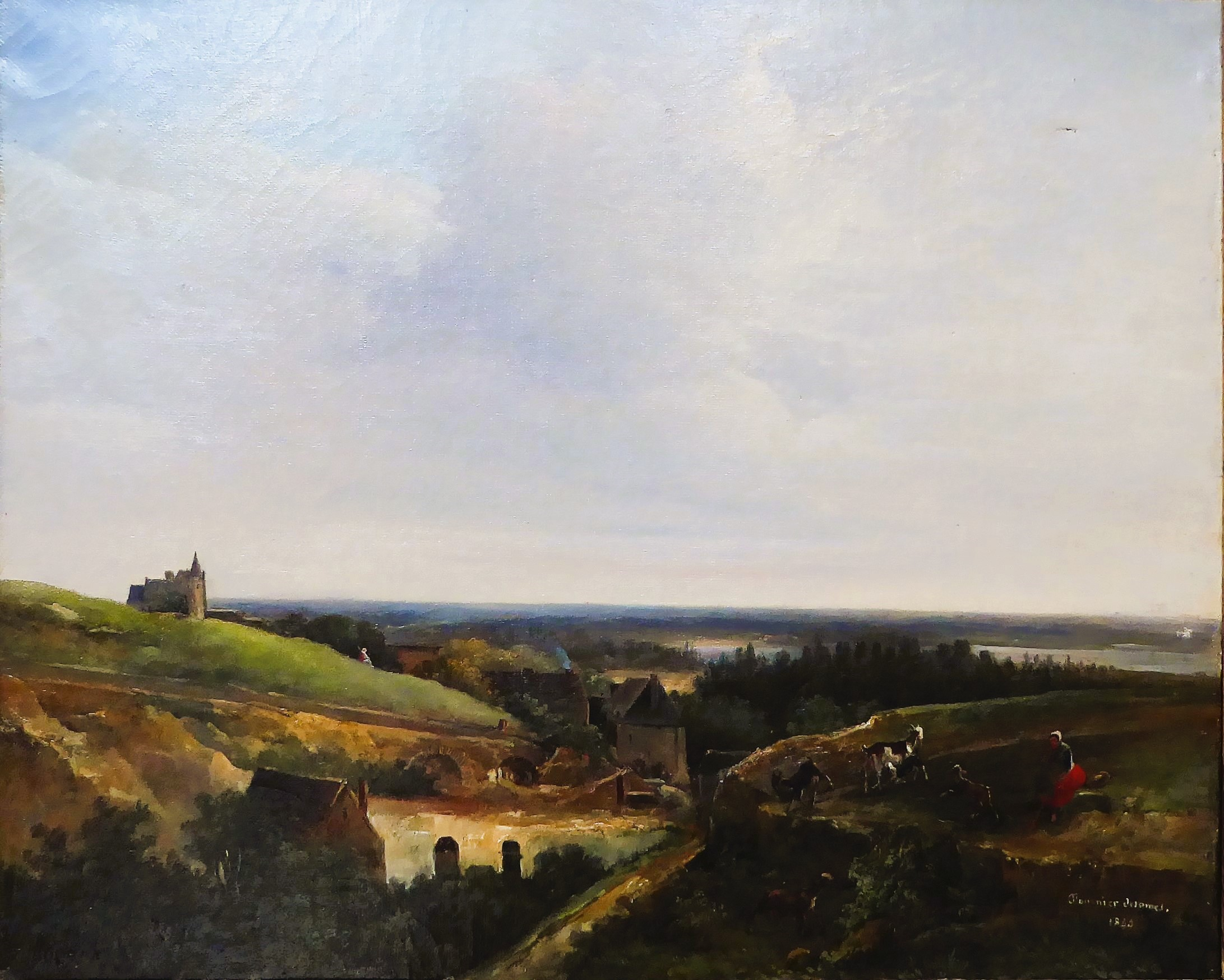
Vallée de l'Eure Musée des Beaux-Arts de Chartres.
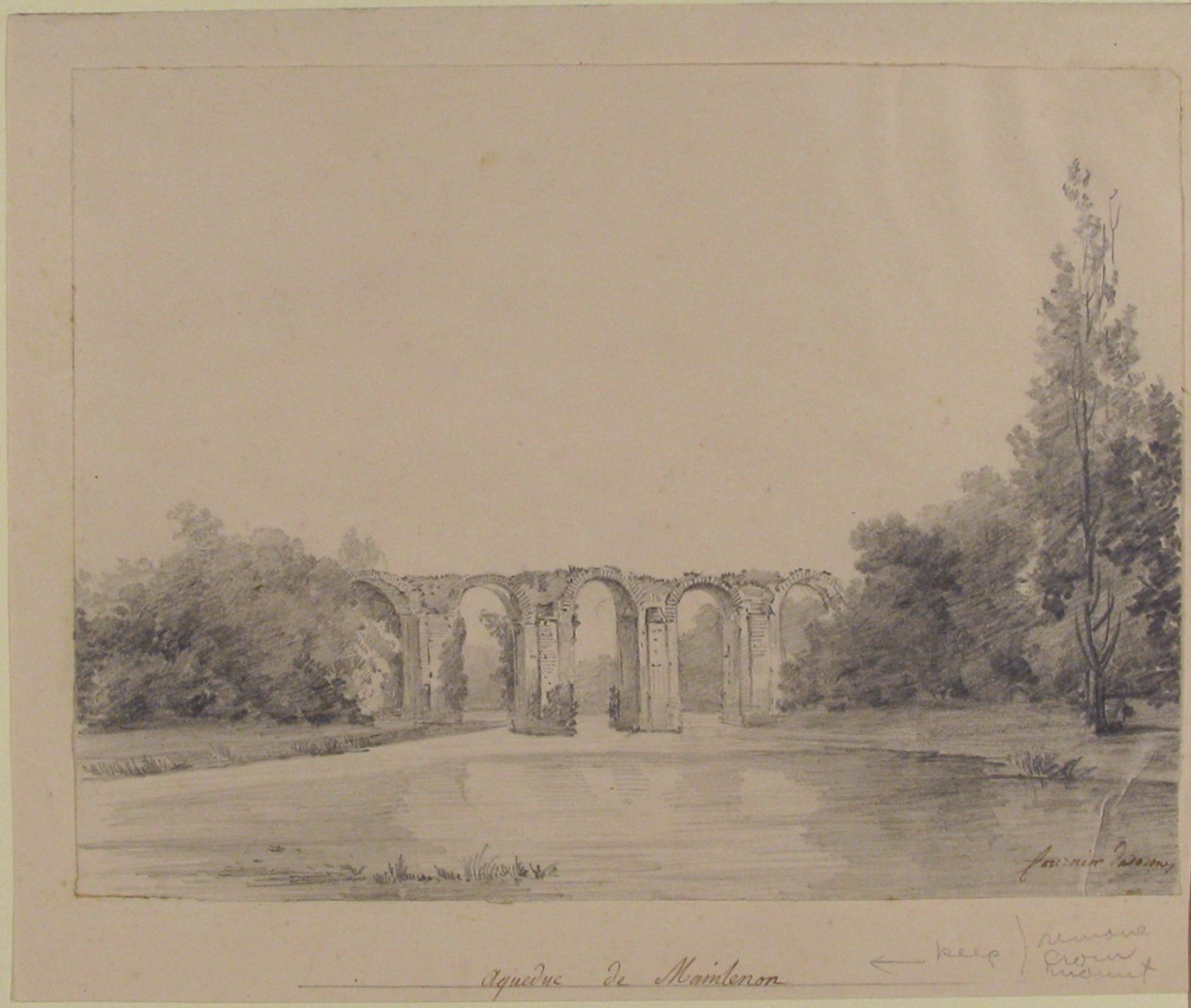
Aqueduc de Maintenon MET.
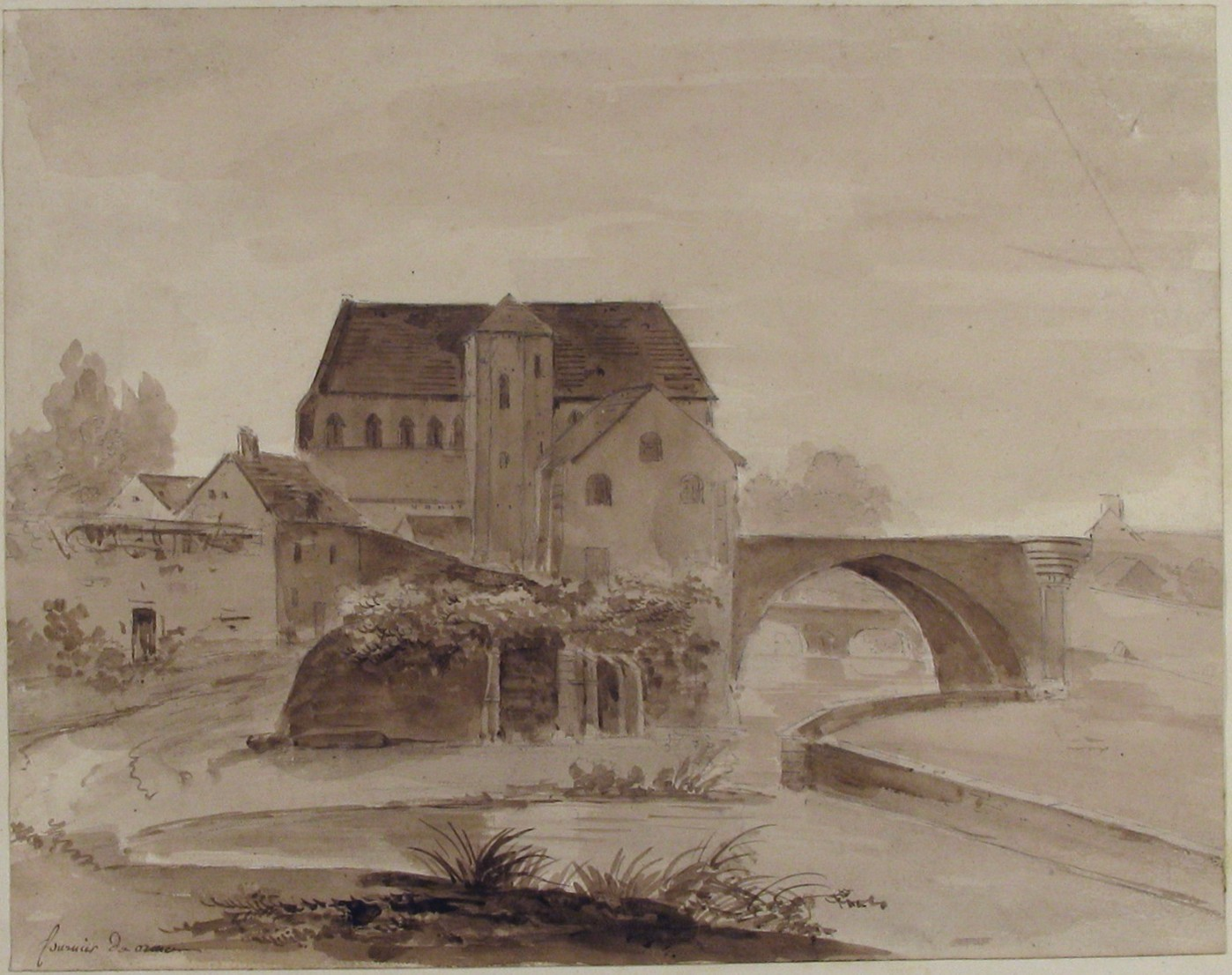
Église St. André, Chartres MET.

## Poèmes
- En 1817, il publie le poème « La Peinture », comprenant l'extrait suivant :

« Je vais chanter cet art dont l'aimable imposture
À nos yeux enchantés reproduit la nature
Qui sait sur les objets assortir tour à tour
Les formes, la couleur, les ombres et le jour.
Art divin par qui l'homme, au gré de son génie,
Semble égaler des dieux la puissance infinie. »

- En 1848, il traduit en vers « De rerum natura » de Lucrèce, précédé de « La Peinture ».